# SS Felice Scandone
O Società Sportiva Felice Scandone, também conhecido como Sidigas Avellino por motivos de patrocinadores, é um clube profissional situado na cidade de Avelino, Campânia, Itália que atualmente disputa a Serie B equivalente à terceira divisão italiana. Foi fundado em 1948 e manda seus jogos na Palasport Giacomo Del Mauro com capacidade para 5300 espectadores.

## Jogadores notáveis
| - Cristiano Grappasonni 2 temporadas: '97-'99 - Marco Lokar 1 temporada: '97-'98 - Michele Maggioli 2 temporadas: '99-'00, '03-'04 - Sergio Mastroianni 3 temporadas: '98-'01 - Larry Middleton 3 temporadas: '02-'05 - Alex Righetti 1 temporada: '07-'08 - Yegor Mescheriakov 1 temporada: '99-'00 - Ante Grgurević 1 temporada: '02-'03 - Arijan Komazec 1 temporada: '03-'04 - Spencer Dunkley 2 temporada: '98-'99, '00-'01 - Dan Callahan 1 temporada: '00-'01 - Todor Gečevski 1 temporada: '02-'03 - Sérgio Ramos 1 temporada: '00-'01 - / Moon Tae-Jong 1 temporada: '01-'02 - Dušan Jelić\|Dusan Jelic Koutsopoulos 1 temporada: '02-'03 - Gregor Hafnar 2 temporada: '00-'02 - Nacho Rodilla\|Ignacio "Nacho" Rodilla 1 temporada: '04-'05 - Walter Bond 1 temporada: '97-'98 - Brandon Brown 1 temporada: '05-'06 - Dee Brown (basketball, born 1984)\|Dee Brown 1 temporada: '09-'10 - Steve Burtt Sr. 1 temporada: '98-'99 | - Jason Capel 1 temporada: '06-'07 - Geno Carlisle 1 temporada: '01-'02 - James Collins (basketball)\|James Collins 1 temporada: '02-'03 - Ramel Curry 1 temporada: '06-'07 - Terry Dozier 1 temporada: '97-'98 - Nate Erdmann 1 temporada: '00-'01 - Tellis Frank 1 temporada: '98-'99 - Tyrone Grant 1 temporada: '01-'02 - Marques Green 1 temporada: '07-'08 - Nate Green 2 temporadas: '03-'05 - Harold Jamison 2 temporadas: '03-'04, '06-'07 - Sydney Johnson 2 temporadas: '00-'02 - Herbert Jones (basketball)\|Herbert Jones 1 temporada: '99-'00 - Cuonzo Martin 1 temporada: '97-'98 - Christopher Massie 2 temporadas: '03-'05 - Thalamus McGhee 1 temporada: '01-'02 - Norman Nolan 1 temporada: '00-'01 - Jamal Robinson 1 temporada: '01-'02 - Devin Smith (basketball)\|Devin Smith 1 temporada: '07-'08 - David Vanterpool 1 temporada: '02-'03 - Damon Williams 1 temporada: '04-'05 - David Young (basketball)\|David Young 1 temporada: '05-'06 |